# Henk Visser (1917-1991)
Hendrik Cornelis (Henk) Visser (Rijsbergen, 19 augustus 1917 – Deventer, 11 december 1991) was een Nederlands beeldhouwer en graficus.

## Leven en werk
Visser volgde de academieklas aan de Katholieke Leergangen in Tilburg (1936), de avondopleiding aan de Rotterdamse academie (1937-1940) en studeerde enige tijd aan de Koninklijke Academie voor Schone Kunsten van Antwerpen. Hij maakte naast figuratieve beelden, ook murale en ruimtelijke vormgeving en speelplastieken.
Visser was getrouwd met de textielkunstenares Henriëtte van de Sande. Vanaf 1965 woonde hij in Deventer. Hij overleed er in 1991, op 74-jarige leeftijd.
Na het overlijden van Henk Visser in 1991 heeft een goede vriend, J.G. Legêne uit Delft, het atelier op foto vastgelegd. De meeste beelden zijn daarna door J. Legêne en Th, van Dijck overgebracht naar de Sint Bavo-kerk in Raamsdonk (dorp), en waren daar lange tijd te bezichtigen. Uiteindelijk hebben ze een bestemming gevonden bij liefhebbers en in verschillende kunstcollecties. 
Het atelier van beeldhouwer Henk Visser (1917-1991)

## Werken (selectie)
- 1949 Bevrijdingsmonument, Woensdrecht
- 1955 monument Bevrijding en wederopbouw, Zutphen
- 1969 buste Joost Hiddes Halbertsma, Deventer
- 1972 'Geborgenheid', Wilp
- 1975 Knielende boer, Roosendaal
- 1977 Hurkende figuur of 'De Wachtende',[5] Park De Wezenlanden, Zwolle
- 1977 Spelende kinderen, Scheerwolde
- 1981 Moeder en kind,[6] Emmeloord

## Afbeeldingen

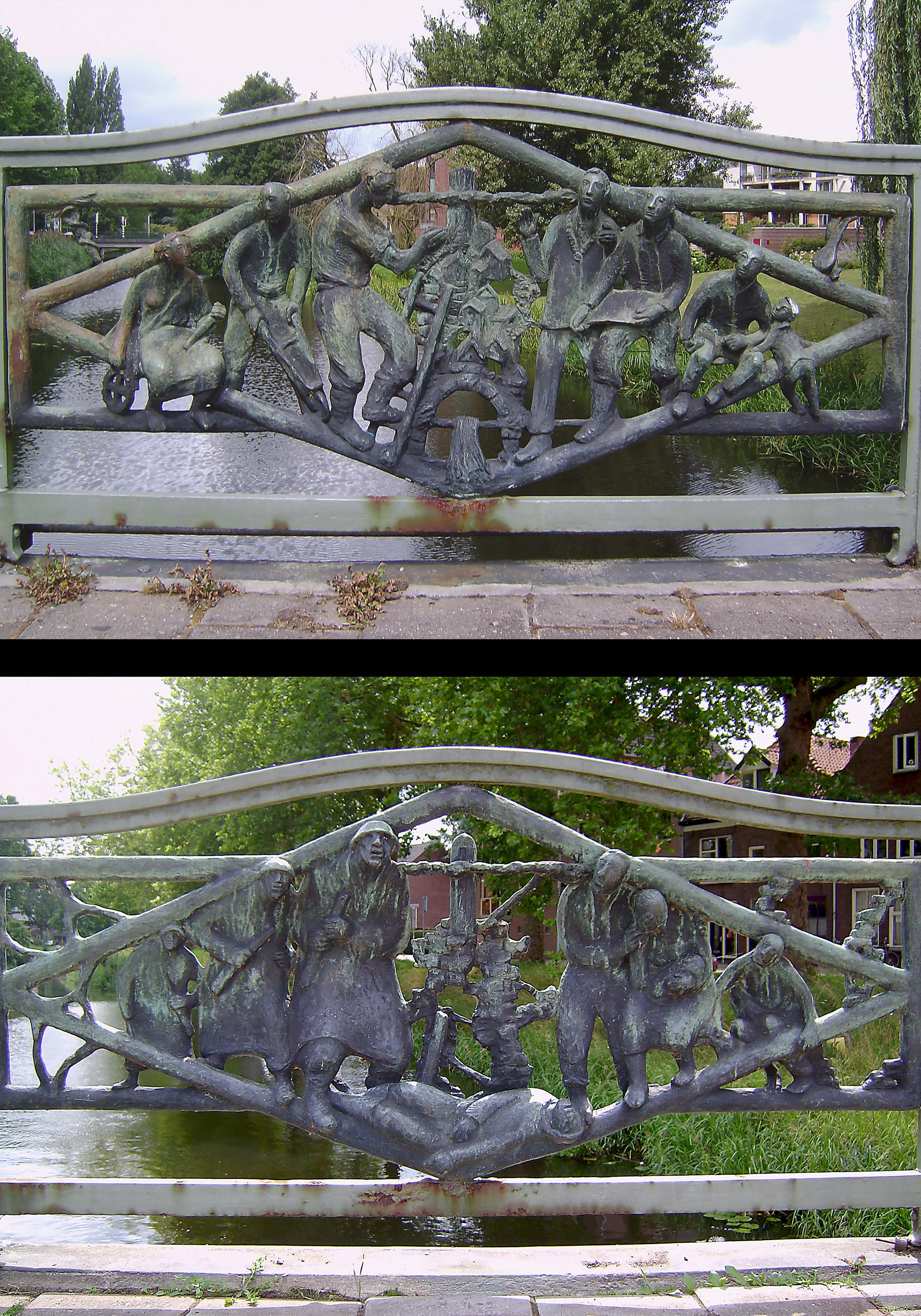
Bevrijding en wederopbouw
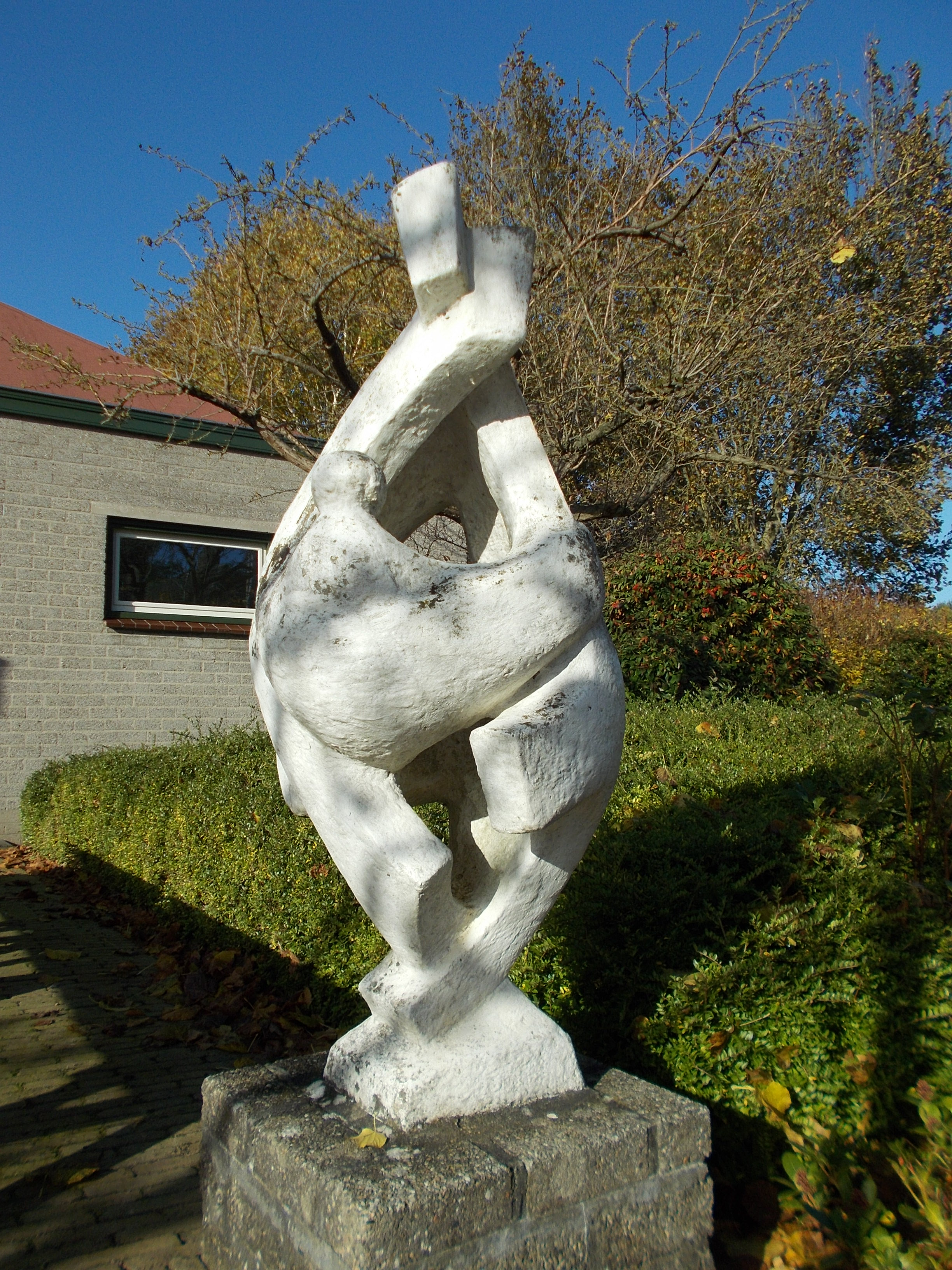
Geborgenbeid
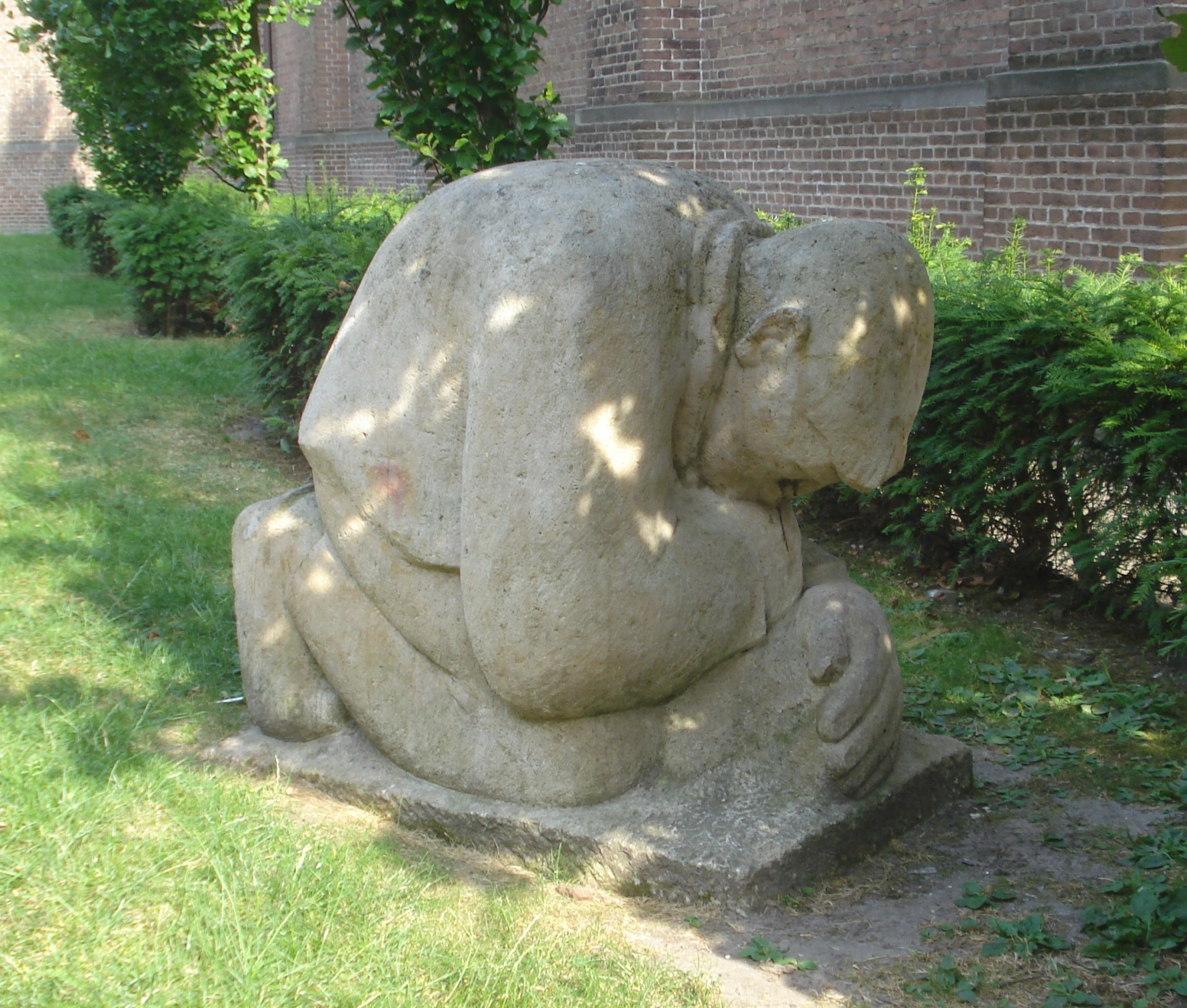
Knielende boer

- Biografisch Portaal: 73911334
- RKD-Nederlands Instituut voor Kunstgeschiedenis: 81298